# 関市民花火大会
関市民花火大会（せきしみんはなびたいかい）は、岐阜県関市で例年8月13日に開催される花火大会。

## 概要
2009年（平成21年）に第1回が開催され、2024年（令和6年）で第16回を数える。主催は関市民花火大会実行委員会。岐阜新聞、岐阜放送が共催する。
2020年と2021年は新型コロナウイルスの流行により中止。2022年に3年ぶりに開催された。2023年は台風7号による雨と風のため中止となり、秋に実施が検討されたが、財源などの問題により中止となった。
岐阜県内で岐阜新聞および岐阜放送が主催（または後援、共催）する花火大会、「岐阜新聞・岐阜放送花火シリーズ」の一つである。

## 開催場所
- 関市稲口

津保川河畔（稲口橋下流）

## 交通アクセス

### 公共交通機関
- 長良川鉄道越美南線せきてらす前駅下車、徒歩約15分。

### 自動車
- 当日は関市役所に臨時駐車場が設置される[2]。

## その他
- 関市民花火大会の翌日（8月14日）には関市武芸川町の武儀川河畔で関市武芸川ふるさと夏まつり花火大会が開催。4年おき（オリンピック開催年。ただし2020年は開催せず2022年に変更）の8月15日には関市洞戸の板取川河畔で板取川花火大会が開催され、オリンピック開催年は、関市は3夜連続で花火大会が開催される[2]。また、奇数年の8月15日には関市富之保の津保川河畔で津保川花火大会が開催され、奇数年も、関市は3夜連続で花火大会が開催される[7]。